# غوليشمانوفو (تجومين)
غوليشمانوفو (بالروسية: Голышманово) هي مدينة في مقاطعة تيومين أوبلاست في روسيا.